# 歐仁衡
歐仁衡（?—?），浙江省寧波府象山縣人，清朝政治人物、同進士出身。
光緒十六年（1890年），参加光緒庚寅科殿試，登進士三甲60名。同年五月，著主事，分部学习。